# Джордж Фрост Кеннан
Джордж Фрост Кеннан (англ. George F. Kennan, 16 лютого 1904, Мілвокі, Вісконсин, США – 17 березня 2005, Принстон Нью-Джерсі, США) — американський дипломат, політолог та історик. Відомий як автор політики стримування радянської експансії впродовж Холодної війни, хоча згодом він переглянув свою точку зору. Кеннан виступав з лекціями та писав наукові роботи про відносини між СРСР та США. Також його визнали одним із почесних державних діячів зовнішньої політики, відомих як «Мудреці»( "The Wise Men")
Праці Кеннана кінця 1940-х вплинули на Доктрину Трумена та зовнішню політику США, відому як «стримування» Радянського Союзу. Наприкінці 1946 та на початку 1947 його «Довга телеграма»  з Москви та стаття «Витоки радянської поведінки» стверджували, що радянський режим сам по собі був експансіоністським та його вплив потрібно було «стримувати» у стратегічно важливих зонах для США. За допомогою цих текстів, Адміністрація Трумена виправдовувала нову антирадянську політику. Кеннан відіграв важливу роль у розвитку та визначенні програм та інститутів часів Холодної війни, зокрема у створенні плану Маршалла.
Незабаром після втілення його ідей у політику Кеннан почав критикувати зовнішню політику Штатів, хоча за його допомоги вона розпочалась. Згодом, наприкінці 1948 року Кеннан був впевнений, що можна розпочати діалог з Радянським Союзом та очікувати на успіх, але Адміністрація Трумена відхилила його пропозицію. Також вплив Кеннана особливо зменшився після призначення Діна Ачесона на посаду Державного секретаря в 1949 році. Незабаром після цього США зайняли більш жорстку і войовничу позицію у своїй стратегії, тому Кеннан був змушений говорити про відхід від стратегії стримування, яку він попередньо пропонував.
Впродовж 1950-х років, після двох коротких призначень послом США в СРСР, а згодом в Югославії, Кеннан звільнився з Держдепартаменту та став критиком зовнішньої політики США. Він продовжив аналізувати міжнародні відносини як викладач Інституту перспективних досліджень, починаючи з 1956 року, доки не помер у віці 101 року.
Був членом Установчої ради Американського інституту Ротермер в Оксфордському університеті.

## Біографія

### Раннє життя та кар’єра
Кеннан народився в Мілвокі, штат Вісконсис у сім’ї Кошута Кента Кеннана (Kossuth Kent Kennan), податкового юриста, нащадка бідних шотландсько-ірландських поселенців штатів Коннектикут та Массачусетс вісімнадцятого століття. Батька було названо на честь угорського патріота Лайоша Кошута (Lajos Kossuth, 1802–94) та Флоренса Джеймса Кеннана (Florence James Kennan). Місс Кеннан померла через два місяці після народження сина від перитоніту, який виник через розрив апендициту, хоча сам Джордж Кеннан вважав, що вона померла через складні пологи. Хлопець завжди журився, що не мав матері, він ніколи не був близьким до свого батька та мачухи. Саме тому найближчою до нього людиною стала старша сестра.
У віці 8 років він переїхав до Німеччини зі своєю мачухою з метою вивчити німецьку мову . Згодом навчався у Військовій академії Сент-Джона (St. John's Military Academy) в Делфілді, штат Вісконсіс, а в другій половині 1921 року прибув до Принстонського університету .  Незвиклий до елітної атмосфери Ліги Плюща, сором’язливий та замкнутий Кеннан називав свої університетські роки важкими та одинокими . Після отримання бакалаврського ступеню в 1925 році Кеннан збирався вступити на юридичний, проте вирішив, що це занадто дорого, тому подався у тільки-но сформовану дипломатичну службу США. Він пройшов відбіркові іспити та після 7 місяців навчання в Школі дипломатичної служби у Вашингтоні, він отримав свою першу роботу як віце-консул у Женеві, Швейцарія. Через рік його перевели в Гамбург, Німеччина. Впродовж 1928 року Кеннан розглядав варіант покинути дипломатичну службу та вступити до коледжу, проте був відібраний до програми підготовки лінгвістів, що дозволило йому здобути науковий ступінь без звільнення зі служби.
У 1929 розпочав навчання за програмою, яка охоплювала історію, політику, культуру та вивчення російської мови в Інституті вивчення Сходу Берлінського університету. Цей шлях нагадував слідування по стопах Джорджа Кеннана (молодшого двоюрідного брата його діда) (1845 – 1924), головного експерта з царської Росії 19 століття, автора «Сибір та заслання» (Siberia and the Exile System), відомого оповіданням 1891 року про царську тюремну систему. Впродовж своєї дипломатичної кар’єри Кеннан опанував ряд інших мов, включаючи німецьку, французьку, польську, чеську, португальську та норвезьку .
У 1931 служив у дипломатичній місії в Ризі (Латвія), де працював як третій секретар над питаннями економічної діяльності Радянського Союзу . Завдяки цій роботі Кеннан «виростив зрілий інтерес до діяльності Росії». Після обрання Франкліна Д. Рузвельта президентом у 1933 році, США розпочали офіційні дипломатичні стосунки з радянським урядом. У той час Кеннан мав супроводжував посла Вільяма Булліта (William C. Bullitt) до Москви. До середини 1930-х років Кеннан знаходився серед співробітників посольства в Москві, підготовлених фахівців з питань політики Росії, поміж яких були Чарльз Болен (Charles E. Bohlen) та Лой В. Хендерсон (Loy W. Henderson).
Старожил підрозділу Східно-Європейських відносин Держдепартаменту, директор Роберт Ф.Келлі (Robert F. Kelley) помітно впливав на урядовців . Вони вірили, що у США не було спільних інтересів з СРСР, навіть проти потенційних ворогів . Між тим, Кеннан вивчав сталінські репресії, що вплинуло на його думку, щодо внутрішнбої динаміки радянського режиму, яка не змінилась до кінця життя.
Після призначення послом США в СРСР Джозефа Девіса (Joseph E. Davies), наступника Булліта, у Кеннана з’явилися протиріччя з керівництвом. Він не погоджувався з виправданнями Девісом сталінських репресій та інших аспектів сталінської політики. Кеннан не мав впливу на рішення Девіса, і пізніше йому запропонували перевестись з московського відділення через «проблеми зі здоров’ям». Кеннан знову розглянув варіант звільнення зі служби, проте вирішив перейти до відділу з питань політики Росії Державного департаменту у Вашингтоні . У вересні 1938 року Кеннана перевели на роботу в представництво в Празі. Після окупації Чехословаччини нацистською Німеччиною на початку Другої світової війни Кеннана призначили в Берлін. Там він підтримав політику ленд-лізу з боку США, проте попереджав проти будь-яких намірів американців допомагати Радянському Союзу, якого він не вбачав союзником. Згодом Кеннана інтернували в Німеччині впродовж 6 місяців, після оголошення Німеччиною та іншими державами війни США у грудні 1941 року.
У вересні 1942 його призначили радником в Лісабоні, Португалія, де він неохоче виконав завдання з координування розвідки та діяльність баз. У січні 1944 року його відрядили до Лондона, де він служив радником американської делегації в Європейській консультативній комісії, яка займалася підготовкою союзної політики в Європі. На цьому етапі життя Кеннана ще більше переслідувала думка, що Держдеп ігнорує його кваліфікацію та спеціальну підготовку. Тим не менш, через кілька місяців після початку роботи його призначили помічником керівника місії в Москві, на прохання посла США в СРСР У. Аверелла Гаррімана (W. Averell Harriman).

### Холодна війна

#### Довга телеграма
У Москві Кеннан знову відчув, що його думка ігнорувалась Гаррі Труменом та політичними діячами у Вашингтоні. Кеннан не раз намагався переконати політичних діячів відмовитись від планів співпраці з урядом СРСР на користь поділу на сфери політичного впливу в Європі, аби зменшити присутність Радянського Союзу. Кеннан вірив у необхідність створення федерації в Західній Європі задля протистояння радянському впливу в регіоні та боротись з бастіоном СРСР у Східній Європі.
Кеннан прослужив заступником голови місії в Москві до квітня 1946 року. Добігаючи кінця цього терміну,  міністерство фінансів США запросило Держдеп пояснити нещодавню позицію СРСР відносно небажання підтримати Міжнародний валютний фонд та Світовий банк. Кеннан відповів телеграмою довжиною у 5 500 слів (іноді згадується понад 8 000 слів) 22 лютого 1946 року із Москви Держсекретарю Джеймсу Бирнсу (James Byrnes) з новою розробленою стратегією дипломатичних відносин з Радянським Союзом. «У основі нервового погляду Кремля на світові відносини лежить традиційне та інстинктивне російське почуття незахищеності». Після Російської революції це відчуття небезпеки змішалось з комуністичною ідеологією, «східною скритністю та конспірацією».
Радянська поведінка, в основному, залежала від внутрішніх потреб режиму Йосипа Сталіна; на думку Кеннана, Сталін потребував ворожого світу задля легітимізації його  необмеженого правління. Таким чином, Сталін використовував марксизм-ленінізм як «виправдання інстинктивного страху перед зовнішнім світом та виправдання диктатури, без якої він не міг керувати, а також заподіяної тиранії та необхідної жертви, яку вимагав режим…Сьогодні режим не може обійтись без цього. Це фіговий листок їхньої моральної та інтелектуальної пристойності».
Таким чином, було вирішено посилити Західні інститути з ціллю зробити їх невразливими перед радянським викликом та очікувати згасання радянського режиму.
Нова політика стримування Кеннана мала «стримувати [радянський тиск] за допомогою грамотної та продуманої протидії постійно мінливим географічним і політичним суперечкам".
Завдяки цьому офіційному донесенню Кеннан зблизився з міністром ВМС США Джеймсом Форресталом (James Forrestal), головним адвокатом конфронтаційної політики з СРСР, колишнім союзником США часів війни. Форрестал допоміг Кеннану повернутись до Вашингтону, обійняти посаду першого заступника зі зовнішньополітичних питань в National War College та згодом зіграв значущу роль у прийнятті рішенні Кеннаном друку статті «Х».
Метою його політики було виведення усіх військ США з Європи. Досягнуті домовленості давали б Кремлю достатні гарантії про не встановлення ворожих для СРСР режимів у Східній Європі, таким чином пом’якшуючи ступінь контролю над цією зоною, що було необхідним для радянських лідерів.
Між тим, у березні 1947 року Трумен виступив перед Конгресом з проханням про виділення фінансування на доктрину Трумена задля боротьби з комунізмом в Греції. "Я вважаю, що Сполученні Штати мають підтримати вільних людей, які протистояють спробам озброєних меншин та зовнішньому тиску їх підкорити».

#### Стаття "Х"
На відмінну від «довгої телеграми» своєчасна стаття Кеннана з’явилась у липневому виданні «Foreign Affairs» під псевдонімом «Х» з назвою «Витоки радянської поведінки», де автор не став підкреслювати «традиційне та інстинктивне почуття незахищеності росіян», натомість, стверджував, що політика Сталіна формувалась шляхом комбінації марксистсько-ленінської  ідеології, яка пропагувала революцію задля перемоги над капіталістичними силами у зовнішньому світі, та рішучості Сталіна використовувати уявлення про «оточення капіталістами» задля легітимізації муштрування радянського суспільства, аби укріпити свою політичну владу .  Кеннан стверджував, що Сталін не мав намірів (більш того, не міг) зменшити очікувану радянську рішучість повалити Західні уряди. Таким чином, 
«головним елементом будь-якої політики США відносно СРСР має бути довгострокове, терпляче, але тверде та пильне стримування прагнень російської експансії… радянський тиск на вільні інститути Західного світу можна стримати шляхом грамотної та продуманої  протидії у серії постійно мінливих географічних і політичних суперечок, відповідаючи на ті зміни та маневри радянської політики, у яких США не можуть знизити напругу чи переконати відмовитись».
Його нова політика стримування проголошувала, що радянський тиск має «стримуватись за допомогою грамотної і продуманої протидії у серії постійно мінливих географічних і політичних суперечок". Метою його політики було виведення усіх військ США з Європи. Досягнуті домовленості давали б Кремлю достатні гарантії уникнення встановлення ворожих для СРСР режимів у Східній Європі, таким чином пом’якшуючи ступінь контролю над цією зоною, що радянські лідери вбачали за необхідне.
Кеннан в подальшому стверджував, що США доведеться реалізовувати цю стратегію в односторонньому порядку, але за умови, що така політика не підірве їх економіку та політичну стабільність. Радянська партійна структура буде переживати період важкого навантаження, у результаті чого відбудеться «або розпад або поступовий занепад радянської влади».
Публікація статті «Х» згодом розпочала одну з найгарячіших суперечок навколо Холодної війни. Волтер Ліппманн (Walter Lippmann), провідний оглядач міжнародних відносин, піддав різкій критиці статтю «Х».  Він стверджував, що стратегія стримування Кеннана була «стратегічною незграбністю», яка могла бути реалізованою тільки завдяки вербуванню, фінансуванню та підтримці різноманітного масиву сателітів, клієнтів, залежних держав, та маріонеток. Ліппманн стверджував, що дипломатія має бути основою відносин з Радянським Союзом; він запропонував вивести США свої війська із Європи та об’єднати й демілітаризувати Німеччину.  Між тим, незабаром неофіційно стало відомо, що «Х» назвав себе Джордж Кеннан. Здалось, що ця інформація надала статті «Х» статусу офіційного документу, який проголошує нову політику адміністрації Трумена відносно Москви.
Кеннан не задумував статтю «Х» як припис для політики. До кінця свого життя Кеннан продовжував повторювати,  що стаття не мала на увазі автоматичне зобов’язання протистояти радянському «експансіонізму» де б той не проявлявся і не враховуючи різницю між головними та другорядними інтересами.  У статті не просліджується чітке декларування того, що Кеннан був прибічником не військових, а політичних та економічних методів як головних факторів стримування. «Мої думки про стримування» сказав Кеннан в 1996 році в інтерв’ю «CNN», «звичайно, були викривлені людьми, які зрозуміли та впровадили стратегію як військовий концепт; і я думаю, це така ж причина, як і будь-яка інша, що призвела до 40 років справді непотрібного, занадто дорогого та сумбурного процесу Холодної війни».
Крім того, адміністрація зробила кілька спроб пояснити населенню США відмінність між радянським впливом та міжнародним комунізмом. «Частково, цей провал відображав переконання багатьох у Вашингтоні», писав історик Джон Льюіс Геддіс (John Lewis Gaddis), «що тільки перспектива невизначеної глобальної загрози може змусити відмовитись американців від їх схильності до ізоляції, що залишається прихованою».

У телевізійному інтерв’ю каналу «PBS» з Давідом Ґерґеном (David Gergen) в 1996 році Кеннан знову повторив те, що він не розглядав СРСР як головну військову загрозу, відмічаючи «вони не були схожі на Гітлера». На думку Кеннана, це було непорозуміння: 
«усе звелось до одного речення статті «Х», де я сказав, що де б ці люди, мається на увазі радянські лідери, не протистояли нам із небезпечною ворожістю у будь-якій точці планети, ми маємо зробити усе можливе, аби стримати їх та не дати їм розширюватись далі. Мені слід було пояснити, що я не підозрював їх (Радянський Союз) у якому-небудь бажанні нападати на нас. Це був післявоєнний час, і це було абсурдом думати, що вони збирались розвернутись та атакувати США. Я не думав, що мені необхідно це пояснювати, проте, очевидно, що мені слід було це зробити».
Стаття «Х» миттєво зробила Кеннана відомим. «Після довгої телеграми», пізніше згадував він, «моя офіційна самотність фактично добігла кінця…Моя репутація була сформована. Тепер мій голос мав вагу».

#### Вплив Маршалла
У період між квітнем 1947 року та груднем 1948 року, коли Джордж Маршалл (George C. Marshall) працював Державним секретарем, Кеннан мав свій найбільший вплив за будь-який інший період його кар’єри. Маршалл цінував його стратегічні навички та створив відділ, який зараз називається штаб політичного планування (Policy Planning Staff), внутрішній мозковий центр Держдепартаменту, й назначив його керівником. Маршалл покладався на Кеннана у підготовці політичних рекомендацій. Кеннан зіграв центральну роль у розробці плану Маршалла.
Хоча Кеннан розглядав СРСР як занадто виснаженим, аби йти на ризик війни, він, тим не менш, розглядав його як супротивника, що здатний поширити свій вплив в Західній Європі за допомогою підривної діяльності, яка була можлива через високу підтримку комуністичних партій у виснажній війною та деморалізованій Західній Європі. Для протистояння цьому потенційному джерелу радянського впливу Кеннан запропонував рішення у вигляді прямої економічної допомогу та прихованої політичної допомоги Японії та Західній Європі, аби відродити Західні уряди та сприяти міжнародному капіталізму; поступаючи таким чином, США допомогли відновити баланс сили. У червні 1948 року Кеннан запропонував таємну допомогу лівим партіям, що не орієнтувались на Москву та на профспілкові об’єднання у Західній Європі, аби вбити клин між Москвою та робочим рухом у Західній Європі.
Після ініціації Сполученими Штатами плану Маршалла Кеннан та адміністрація Трумена сподівались, що відмова СРСР від допомоги призведе до напруження усередині  комуністичного блоку у Східній Європи. Кеннан докладав зусиль, аби використати напругу у відносинах між Радянським Союзом та Югославією Йосипа Броз Тіто. Кеннан запропонував проведення секретних операцій на Балканах з метою зменшення впливу Москви.
Нова енергійна анти-комуністична політика адміністрації стала очевидною, коли за пропозицією Кеннана США змінили своє вороже ставлення до анти-комуністичного режиму Франціско Франко (Francisco Franco) з метою забезпечення впливу США у Середземному морі. Кеннан зазначив у 1947, що доктрина Трумена припускає новий погляд на Франко. Його пропозиція згодом допомогла розпочати новий етап відносин між США та Іспанією, що завершився військовою співпрацею після 1950 року.

#### Протиріччя з Ачесоном
Після призначення Діна Ачесона (Dean Acheson) на посаду Держсекретаря, який замінив хворого Джорджа Маршалла у період 1949-1950 роки,  вплив Джорджа Кеннана різко зменшився. Ачесон не вбачав політичну «загрозу» від Радянського Союзу як головний аспект політики, він був очевидцем берлінської блокади, починаючи з червня 1948 року, першого випробування ядерної зброї Радянським Союзом у серпні 1949 року, місяцем пізніше – комуністичної революції в Китаї та початку корейської війни 1950 року, і ці події тільки підтверджували його погляд. Трумен та Ачесон вирішили окреслити сфери впливу Заходу та створити систему союзів.
Ця політика була прописана в NSC-68, -засекречена доповідь Ради національної безпеки США у квітні 1950 року, підготовлена Полом Нітце (Paul Nitze), наступником Кеннана на посаді директора з планування політики. Кеннан та Чарльз Болен (Charles Bohlen), ще один експерт з питань політики Радянського Союзу в Держдепі, сперечались стосовно формулювань NSC-68, що стала основою політики Холодної війни. Кеннан відкидав ідею доповіді Нітце про те, що Сталін має певні задуми для завоювань у зовнішньому світі, та стверджував, що Сталін насправді боявся занадто розтягувати радянськи сили. Кеннан навіть стверджував, що взагалі не потрібно було розробляти NSC-68, тому що це робить американську політику жорсткою, простою та мілітаристською. Ачесон відхилив зауваження Кеннана та Болена, схвалюючи припущення про радянську загрозу, описану в NSC-68.
Кеннан виступав противником розробки водневої бомби та переозброєння Німеччини, що заохочувалось NSC-68. Упродовж корейської війни (яка почалась із вторгнення Північної Кореї у Південну Корею в червні 1950 року), після того, як почали з’являтись чутки в Держдепартаменті, що необхідно просунутись далі 38-ї паралелі углиб Північної Кореї, що на думку Кеннана було небезпечним, і він намагався переконати в цьому помічника Держсекретаря з питань політики в Східній Азії Діна Раска (Dean Rusk), який вочевидь схвалював ціль Ачесона примусово об’єднати Корею.
Кеннан втратив свій вплив за часів Ачесона, який в будь-якому випадку у меншій мірі покладався на свій персонал, аніж Маршалл. Кеннан залишив посаду директора з планування політики в грудні 1949 року, проте залишився працювати в департаменті радником до червня 1950 року. У січні 1950 року Ачесон призначив Нітце, якому більше імпонувала ідея військових розрахунків. Після цього Кеннан пов’язав своє життя з роботою в Інституті перспективних досліджень (Institute for Advanced Study), директором якого був Роберт Оппенгеймер (Robert Oppenheimer).
Незважаючи на свій вплив, Кеннан по-дійсному ніколи не почував себе зручно в уряді. Він завжди розцінював себе як аутсайдера та не терпів критики. Аверелл Гарріман (. W. Averell Harriman), посол США у Москві за часів роботи Кеннана на посаді заступника у період 1944 – 1946 роках, зазначив, що Кеннан був «людиною, яка розуміла Росію, проте не розуміла Сполучені Штати».

#### Посол в Радянському Союзі
У грудні 1951 року Президент Трумен призначив Кеннана наступним послом Сполучених Штатів у СРСР. Кеннан прибув до СРСР 5 травня 1952 року. У Москві Кеннан відчув навіть ще більш регламентовану атмосферу, аніж минулого разу, тому що міліцейські конвоїри слідували за ним усюди, не дозволяючи спілкуватись з радянськими громадянами . У той же час радянська пропаганда звинувачувала США у підготовці до війни, яку Кеннан не виключав повністю. «Я почав питати себе чи…не ми сприяли цьому…мілітаризацією нашої політики та заявами…аби Москва увірувала, що війна неминуча, що ми змирились з цією думкою, і що це тільки питання часу, перш ніж ми її розпочнемо».

Він повідомляв президенту Г. Трумену:
Ми (американська дипмісія в СРСР) настільки відрізані, обмежені заборонами, і нас настільки ігнорує радянський уряд, що це виглядає так, ніби взагалі перервані дипломатичні відносини.
У вересні 1952 року, перебуваючі у Західному Берліні, Кеннан порівняв становище американців у Москві з тією ситуацією, в якій він перебував у Німеччині в 1941-1942 роках, коли він був інтернований нацистами. У відповідь на це 26 вересня 1952 року в головній газеті ЦК ВКП(б) «Правда» з'явилася редакційна стаття, в якій повідомлялося, що американський посол, який прилетів до Західного Берліна з Москви, «зробив наклепницьку заяву для преси і показав себе брехуном і заклятим ворогом СРСР». Кеннан був оголошений «персоною нон грата», йому навіть не дозволили особисто вивезти з посольства свою дружину і дітей.

#### Кеннан та адміністрація Ейзенхауера
Після повернення до Вашингтону Кеннан не знайшов спільної мови з Держсекретарем Джоном Фостером Даллесом (John Foster Dulles), який працював за часів Дуайта Ейзенхауера . Навіть за таких умов він зумів конструктивно співпрацювати з новою адміністрацією. Влітку 1953 року Президент Ейзенхауер попросив Кеннана очолити перші групи цілковито секретних команд, які охрестили «Операція соларіум»( Operation Solarium). Завданням операції був аналіз усіх аргументів та контраргументів для продовження «політики стримування» адміністрації Трумена та пошук існуючих зон впливу Радянського союзу задля «відкидання».  По завершенні проекту президент, здавалось, ухвалив рекомендації групи .
Таким вчинком, даючи Кеннану працювати у тому проекті, президент негласно дав сигнал про свої наміри сформулювати стратегію своєї адміністрації у рамках його попередників, не дивлячись на деякі протиріччя усередині Республіканської партії. Головна відмінність між політикою Трумена та Ейзенхауера полягала у тому, що США не могли дозволити собі непомірно великі затрати на оборону сферу. Таки чином, новий президент прагнув до мінімуму звести затрати завдяки зсуву намірів - від реагування на дії СРСР у будь-якому місці й у будь-який час (стратегія розроблена задля уникнення ризику), на радше діяти там і коли буде потрібно США і вони це можуть собі дозволити.

#### Посол в Югославії
У розпалі президентської кампанії Джона Ф.Кеннеді (John F. Kennedy) у 1960 році Кеннан написав майбутньому президенту деякі пропозиції стосовно вдосконалення зовнішньої політики його адміністрації. Кеннан писав: «Що необхідно – так це послідовність…розрахованих кроків направлених не тільки на виведення супротивника з балансу, але й на утримання його в цьому стані, також необхідно готуватись до цього у цілковитій таємниці, аби зберегти перевагу раптовості».  Кеннан також закликав адміністрацію «впевнитись у розбіжності поглядів та політики між росіянами та китайцями», що можна використати для поліпшення відносин з радянським лідером Микитою Хрущовим, який хотів дистанціюватись від комуністичного Китаю. Він писав: «Ми маємо…не обманюючись політичною особистістю М.Хрущова та не плекаючи марних надій, бути зацікавлені у політичній підтримці його правління та стимулювати збереження тенденцій у Москві, які він уособлює». Також Кеннан рекомендував Сполученим Штатам працювати у напрямку створення підрозділів в країнах радянського блоку задля підриву могутності СРСР у Східній Європі та заохочувати підпорядковані уряди до незалежності.
Хоча Кеннана не розглядали як радника Кеннеді, президент запропонував йому обрати роботу послом у Польщі чи Югославії. Кеннана більше цікавила Югославія, тому він прийняв пропозицію Кеннеді та почав свою службу в цій країні у травні 1961 року.
Завданням Кеннана було спробувати посилити антирадянську політику Югославії та стимулювати інші держави Східного блоку шукати своєї автономії від Радянського Союзу. Кеннан розглядав своє перебування на посаді посла в Белграді більш вдалим через його набутий досвід десятиріччям раніше у Москві. Він пояснював: «Мені випала честі працювати з групою винятково здібних та відданих помічників, чиїми навичками особисто я захоплювався, чиї погляди я цінував та чиє ставлення до мене було завжди… повністю відкритим до співпраці». Кеннан відмічав поважливе ставлення югославського уряду до американських дипломатів на противагу його московського досвіду. Він писав, що югославці «бачили у мені, справедливо чи ні, шановану людину в США, і для них було приємним, що хтось, чиє ім’я вони до цього чули, був призначений працювати у Белграді».
Кеннану важко було виконувати свою роботу у Белграді. Президент Йосип Броз Тіто та його міністр закордонних справ Коца Поповіц почали підозрювати наміри Кеннеді впровадити анти-югославську політику впродовж його терміну. Тіто та Поповіц розглядали рішення Кеннеді встановити тиждень шанування підкорених народів (Captive Nations Week) як індикатор того, що США будуть сприяти звільненню Югославії від комунізму. Тіто також вірив, що ЦРУ та Пентагон насправді керували американською зовнішньою політикою. Кеннан намагався відновити довіру Тіто до американського зовнішньополітичного керівництва, проте його спроби були скомпрометовані парою дипломатичних промахів – вторгнення до затоки Свиней (Bay of Pigs Invasion) та інцидент з шпигунським літаком У-2 (U-2 spy incident).
Відносини між Югославією та США погіршились. Впродовж вересня 1961 року Тіто скликав конференцію неприєднавшихся країн, де виступив з доповіддю, у якій зазначив прорадянські настрої американського уряду. За словами історика Девіда Майерза (David Mayers) Кеннан стверджував, що сприйняття Тіто прорадянської політики американців була насправді прийомом, ціль якого «зміцнити позиції Хрущова в Політбюро та протистояти прихильникам жорсткої лінії конфронтації із Заходом та з Китаєм, що підштовхнула до найбільш значущого зіткнення СРСР та США».  Завдяки цій політиці Тіто також «заробив повагу у Кремлі, яку можливо було використати проти майбутніх випадів Китаю стосовно його комуністичні досягнення». Доки політики та урядовці висловлювали свою занепокоєність стосовно відносин Югославії та СРСР, Кеннан вірив, що Югославія мала «аномальну позицію у Холодній війні, яка дійсно відповідала цілям Сполучених Штатів». Кеннан також вірив, що через декілька років приклад Югославії буде причиною прагнень країн Східного блоку більшої соціальної та економічної автономії від СРСР.
До 1962 року Конгрес США прийняв закон про відмову від фінансової допомоги Югославії, про припинення продажу запасних частин для югославських бойових літаків та скасування статусу режиму найбільшого сприяння для країни. Кеннан рішуче заперечував цей закон, стверджуючи, що такий закон лише породить напруженість у відносинах між Югославією та США. Кеннан прибув до Вашингтона літом 1962 року з метою лобіювати скасування закону, але не зміг переконати Конгрес.  Президент Кеннеді публічно не підтримав Кеннана через ризик втратити підтримку більшості в Конгресі у разі потенційно суперечливих питань, хоча негласно він схвалював позицію Кеннана. З поступовим погіршенням відносин між США та Югославією Кеннан подав у відставку з посади посла у кінці липня 1963 року.

### Академічна кар‘єра та подальше життя
1957 року Кеннана було запрошено у студію Бі-бі-сі на щорічну програму «лекції Райта»(Reith Lectures [Архівовано 8 серпня 2016 у Wayback Machine.]) - серія з шести радіо лекцій на тему «Росія, атом та Захід» [Архівовано 17 жовтня 2016 у Wayback Machine.]. У цих лекціях Кеннан з’ясовував історію, вплив та можливі наслідки відносин між Росією та Заходом.
Після свого короткого строку на посаді посла в Югославії впродовж 1963 року Кеннан присвятив решту свого життя академічним надбанням, ставши головним критиком-реалістом зовнішньої політики США. У період з 1950 року по 1952 рік Кеннан 18 місяців провів як науковець Інституту перспективних досліджень, проте на постійній основі Кеннан приєднався до факультету інститутської Школи історичних досліджень (the Institute's School of Historical Studies) у 1956 році. За свою кар’єру в Школі Кеннан написав 17 книг та безліч статей з питань міжнародних відносин. Він отримав Путлітцерівську премію з історії, Національну книжкову премію за наукову літературу, Премію Бенкрофта та Премію Френсіса Паркмана за роботу «Росія залишає війну», опубліковану в 1956 році. Він знову отримав Путлітцерівську премію та Національну книжкову премію у 1968 році за роботу «Спогади, 1925-1950 роки» (Memoirs, 1925–1950). Друге видання, яке увібрало у себе спогади до 1963 року, було опубліковане у 1972 році. Серед інших його робіт були «Американська дипломатія 1900-1950 років» (American Diplomacy 1900–1950), «Нариси із життя» (Sketches from a Life, published) 1989 року та «Навколо Крад Хілл» ( Around the Cragged Hill ) 1993 року.
Нараховують шість томів історичних праць Кеннана з питань відносин між Росією та Заходом, починаючи з 1875 року до його часу; він планував охопити період з 1894 року до 1914 року, проте не встиг завершити. Його основними сферами наукових інтересів були:	

- Безрозсудність вибору політики війни у Першій світовій війні; він стверджував, що прямі та непрямі затрати сучасної війни, як і очікувалось, перевищили вигоди відсторонення династії Гогенцоллернів (Hohenzollerns).
- Неефективність самітної дипломатії, де типовим прикладом слугувала Версальська конференція. Національні лідери мали занадто багато чого зробити, аби приділяти необхідну постійну увагу якійсь певній справі.
- Вторгнення Союзників у Росію в 1918 – 19 роках. Він обурювався радянським поясненням всесвітньої змови капіталістів проти першої у світі держави трудящих, деякі з котрих навіть не згадували Першу світову війну; так само він обурювався рішенню вторгнутись і вважав його дорогим та шкідливим. Він стверджував, що вторгнення на фоні зростаючого російського націоналізму могло забезпечити виживання більшовицької держави.

### Реалізм
Політичний реалізм формував основу роботи Кеннана як дипломата й історика дипломатії та залишається актуальним для дебатів з приводу американської зовнішньої політики, яка з 19 століття характеризується переходом від «батьків-засновників» реалістичної школи до ідеалістичної або Вільсоніанської школи міжнародних відносин. Згідно з реалістичною традицією безпека базується на принципі балансу сил, тоді як Вільсоніанство (реалісти розглядають його як непрактичний) спирається на моральність як на єдиний визначальний фактор в управлінні державою. Згідно з Вільсоніанською традицією поширення демократії закордоном як спосіб ведення зовнішньої політики є дуже важливим, також мораль має визнаватись у всьому світі. За часів президентства Білла Клінтона американська дипломатія репрезентувала Вільсоніанську школу  у такій мірі, що прибічники реалізму порівнювали політику Президента Клінтона із соціальною роботою. За словами Кеннана, чия концепція американської дипломатії базувалась на підходах реалістів, такий моралізм без врахування реалій могутності та національних інтересів приречений на провал та може призвести до спаду американської могутності.
У своїх історичних працях та спогадах Кеннан нарікає на слабкість демократичних діячів зовнішньої політики, зокрема на американських. На його думку, коли американські політичні діячі несподівано зіткнулись з Холодною війною, вони успадкували трохи більше, ніж логіку та риторику «утопічних очікувань, правових концепцій та популярного моралізму, здавалось, покладеного на інших, також впевненості у своїй ідейній правоті та чесності…до себе». Джерело проблеми – сила громадської думки, сила, яка неминуче нестабільна, несерйозна, суб’єктивна, емоційна та спрощена.  Кеннан наполягав на тому, що громадськість США можна об’єднати навколо цілі в зовнішній політиці на примітивному рівні слоганів та ура-ідейному впливу».
Коли Кеннан опублікував перше видання свої спогадів, у 1967 році стримування передбачало щось інше, аніж використання військової «протидії». Його не задовольняло, що політику, на яку він впливав, пов’язували з нарощуванням озброєнь під час Холодної війни. У своїх спогадах Кеннан стверджував, що стримування не вимагало мілітаризації зовнішньої політики США. «Протидія» передбачала політичний та економічний захист Західної Європи проти руйнівного впливу на європейське суспільство. Виснажений війною СРСР не представляв серйозної військової загрози для Сполучених Штатів чи їх союзників на початку холодної війни, загроза була скоріше ідеологічною та політичною.
Упродовж 1960-х років Кеннан критикував вторгнення США у В’єтнам, стверджуючи, що Сполучені Штати не мали важливих інтересів у регіоні. Кеннан вірив, що СРСР, Велика Британія, Німеччина, Японія та Північна Америка залишались зонами життєвих інтересів США. У період 1970-1980 років він був головним критиком поновленої гонки озброєнь, після закінчення розрядки.
1989 року Президент Джордж Буш-старший нагородив Кеннана медаллю свободи, найбільш визначною національною нагородою для громадянина. Але він продовжував критикувати останніх президентів США, пропонуючи урядові «відмовитись від публічного закликання до демократії та дотримання прав людини», аргументуючи тим, що «тенденція розглядати себе як центр політичного відродження та як вчителя для більшої частини світу, як на мене, безрозсудно, самозакохано та небажано». Особливо ці ідеї стосувались відносин США з Китаєм та Росією. Кеннан виступав проти війни в Косово та розширення НАТО (він також виступав проти створення цієї організації півстоліття тому), висловлюючи побоювання, що ці політики призведуть до погіршення відносин з Росією. Він називав розширення НАТО «стратегічною помилкою потенційно епічних розмірів».
Кеннан залишався бадьорим та жвавим упродовж останніх років свого життя, хоча артрит змусив його пересуватись у візку. У останні свої роки Кеннан прийшов до висновку, що «загальний ефект від екстремізму Холодної війни не прискорив, а затримав, великі зміни, що охопили СРСР». У віці 98 років він попередив про непередбачені наслідки розв’язання війни проти Іраку. Він попереджав, що напад на Ірак переросте в ще одну війну, яка «не матиме жодного відношення до першої війни з тероризмом» та заявляв, що наміри адміністрації Буша асоціювати «Аль-Каїду» з Саддамом Хусейном «жалюгідно несприятливими та ненадійними». Кеннан продовжував попереджувати:
Будь-хто, хто коли-небудь вивчав історію американської дипломатії, особливо військової дипломатії, знає, що можливо почати війну з певною метою, яку прагнеш досягти, проте по завершенню війни ти ловиш себе на думці, що борешся за абсолютно іншу мету, про яку раніше і не думав…Іншими словами, війна має власну динаміку, і, коли ти вже розпочав війну, вона віддалятиме тебе від усіх продуманих намірів. Сьогодні, якщо ми вторгнемось в Ірак, як того хоче президент, ми знаємо, де починаємо. Проте ніколи не знатимемо, де закінчимо.
У лютому 2004 році вчені, дипломати та випускники Принстона зібрались на території університетського містечка, аби відсвяткувати 100-річчя Кеннана. Серед присутніх були Держсекретар Колін Пауелл (Colin Powell), теоретик міжнародних відносин Джон Мершеймер (John Mearsheimer), журналіст Кріс Хеджс (Chris Hedges), колишній посол та співробітник дипломатичної служби офіцер Джек Метлок (Jack F. Matlock, Jr.) та біограф Кеннана – Джон Льюіс Геддіс (John Lewis Gaddis).

### Смерть та спадщина
Кеннан помер у віці 101 року, у своєму домі в Принстоні, штат Нью-Джерсі. Його дружина Анналес (одружились у 1931 році) пережила свого чоловіка. Вони мали четверо дітей, вісім онуків та шестеро правнуків. Анналес померла в 2008 році у віці 98 років.
У некролозі Нью-Йорк Таймс Кеннана описали як «американського дипломата, який зробив більше, ніж будь-який представник свого покоління, задля формування політики США впродовж Холодної війни», до кого «Білий дім та Пентагон звернулись, коли намагались зрозуміти СРСР після Другої світової війни». Про Кеннана історик Вілсон Д. Міскембл (Wilson D. Miscamble) зазначив, що «можна лише сподіватись, аби нинішні та майбутні політичні діячі зовнішньої політики змогли хоч якось повчитись порядності та інтелекту [Кеннана]». Foreign Policy  зобразили Кеннана як «найбільш впливового дипломата 20 століття». Генрі Кіссинджер сказав, що Кеннан «найближче підібрався до розробки дипломатичної доктрини своєї ери, чого жодному дипломату у нашій [США] історії не вдавалось», тоді як Колін Пауел (Colin Powell) назвав Кеннана «нашим найкращим вчителем» у вирішенні проблем міжнародної політики 21 століття.
Впродовж своєї кар’єри Кеннан отримав ряд нагород та почесних звань. Як науковець та письменник Кеннан двічі отримав Пулітцерівську премію та Національну книжкову премію, також отримав Francis Parkman Prize, Ambassador Book Award та Bancroft Prize. Серед інших численних нагород та відзнак Кеннана були «Свідоцтво про лояльну та бездоганну службу від Держдепартаменту (1953 рік)» (the Testimonial of Loyal and Meritorious Service from the Department of State (1953)), «Принстонська нагорода імені Вудро Вільсона за видатні досягнення в служінні нації» (Princeton's Woodrow Wilson Award for Distinguished Achievement in the Nation's Service (1976)), Орден «за заслуги» (the Order of the Pour le Mérite (1976)), «Премія миру імені Альберта Ейнштейна» (the Albert Einstein Peace Prize (1981)), «премія миру від німецької книготоргівлі» (the Peace Prize of the German Book Trade (1982)), «золота медаль від Американської академії мистецтв та літератури» (the American Academy of Arts and Letters Gold Medal (1984)), «відзнака за державну службу, нагорода ім.Джеймса Медісона» (the American Whig-Cliosophic Society's James Madison Award for Distinguished Public Service (1985)), «Медаль від Фонду «Свобода від страху» Франкліна Д.Рузвельта» (the Franklin D. Roosevelt Foundation Freedom from Fear Medal (1987)), «президентська медаль свободи» (the Presidential Medal of Freedom (1989)), «відзнака про особливі заслуги на службі в Державному департаменті» (the Distinguished Service Award from the Department of State (1994)) та «звання живої легенди від Бібліотеки Конгресу США» (the Library of Congress Living Legend (2000)). Також Кеннан отримав 29 почесних ступенів та його ім’я, Джордж Ф. Кеннан, присвоїли кафедрі Національної оборонної стратегі (National Security Strategy) в Національному військовому коледжі (the National War College) та кафедрі в Інституті перспективних досліджень (the Institute for Advanced Study).
Історик Вілсон Д. Міскембл стверджує, що Кеннан зіграв важливу роль у розробці зовнішньої політики адміністрації Трумена. Він також зазначає, що Кеннан не вірив у глобальне стримування; він просто хотів відновити баланс сил між США та СРСР. Так само, як і Джон Льюіс Геддіс, Міскембл визнає, що, хоча Кеннан особисто надавав перевагу політичному стримуванню, зрештою його рекомендації вилились у політику, більше  спрямовану на укріплення позицій, аніж глобальне стримування.